# Victoria Arlen
Victoria Arlen, född 26 september 1994, i Boston, Massachussetts, är en amerikansk TV-personlighet som arbetar för tv-kanalen ESPN. Arlen är även modell och har tidigare varit amerikansk paralympisk simmare.

## Biografi
Vid elva års ålder utvecklade Arlen tvärgående myelit och akut spridd encefalomyelit. Sjukdomarna, som skapar nervförändringar i ryggmärgen, är extremt sällsynta och hon tappade snabbt förmågan att prata, äta, gå och röra sig. Först tre år efter de första symptomen fick hon rätt diagnos. Under fyra års tid var hon oförmögen att röra sig och kommunicera, men fortfarande helt medveten om vad som pågick. Hennes läkare bedömde det som osannolikt att hon skulle återhämta sig och att risken att avlida var stor.
2010, fyra år efter insjuknandet, började Arlen återigen lära sig hur man talar, äter och rör sig. En del av rehabiliteringen var att lära sig att simma igen.
I juni 2012, slog Arlen världsrekord vid de amerikanska uttagningarna till paralympics och kvalificerade sig därmed till de Paralympiska sommarspelen 2012 i London. Där vann hon fyra medaljer: ett guld och tre silver. 2013 ansågs hon inte vara kvalificerad för att tävla i Paralympics. Detta då hon inte kunde visa att hon hade en permanent funktionsnedsättning. I april 2015 övergick Arlen från professionell idrottare till sportjournalist. Hon är en av de yngsta reportrarna på ESPN någonsin och har bland annat rapporterat från Paralympiska vinterspelen 2018 och Xgames. 
I april 2016 lärde hon sig att gå efter att ha tillbringat nästan ett decennium med  en förlamning från midjan och ner.  Hon hade 2018 fortfarande ingen känsla i benen. 
Arlen tävlade 2017 i den 25:e säsongen av Dancing with the Stars. Hon dansade tillsammans med den professionella dansaren, Valentin Chmerkovskiy. Paret lyckades nå semifinalen och placerades till slut på plats fem i tävlingen.
Hon har varit modell för underklädesföretaget Jockey.
2018 publicerade hon sin självbiografi, Locked in.
2020 var Arlen programledare för American Ninja Warrior Junior. Hon ersatte OS-gymnasten Laurie Hernandez.

## Familj
Arlen är trilling och har två bröder. Hon är född i Boston, Massachussetts, men uppvuxen i Exeter, New Hampshire.